# Pogo (ball)
El pogo és un ball en què els ballarins salten amunt i avall, mentre es queden al punt de salt, o van girant i movent-se pel voltant; el ball agafa el seu nom de la seva semblança a l'ús d'un pal pogo, especialment en una versió comuna del ball, on un individu manté el seu tors recte, els seus braços rígids, i les seves cames juntes. La dansa Pogo és més associada amb punk rock, i és una precursora del moshing. El baixista de Sex Pistols, Sid Vicious, en va reclamar l'autoria.

## Estil
Els passos bàsics permeten una varietat d'interpretacions, alguns dels quals podrien semblar bastant violents. Els ballarins de Pogo tenen la seva elecció de:
- Mantenir els torsos rígids o fuetejant amb ells;
- Aguantant els braços ferms i rectes prement costelles i malucs o agitant-los;
- Mantenint les seves cames juntes o donant un puntades de peu alternatives;
- Saltant directament amunt i avall, saltant en qualsevol direcció, o giravoltant en l'aire.

Ocasionalment, els ballarins col·lideixen, però això no és necessàriament part del pogo. Un espectador desinformat podria tenir la impressió que els ballarins estan atacant-se els uns als altres. Les persones de vegades resulten ferides quan fan pogo, però habitualment els ballarins que cauen al terra són ajudats a aixecar-se enlloc de ser trepitjats. Hi ha un entenniment general que el pogo és diversió, no pas lluita. Mentre el més agressiu hardcore punk emergí en el primerencs anys vuitanta, la dansa esdevingué més violenta i evolucionà juntament amb el moshing i l'slam dancing. En aquest cas els ballarins corren i salten al voltant, intencionadament es llancen contra altres ballarins buscant el contacte.

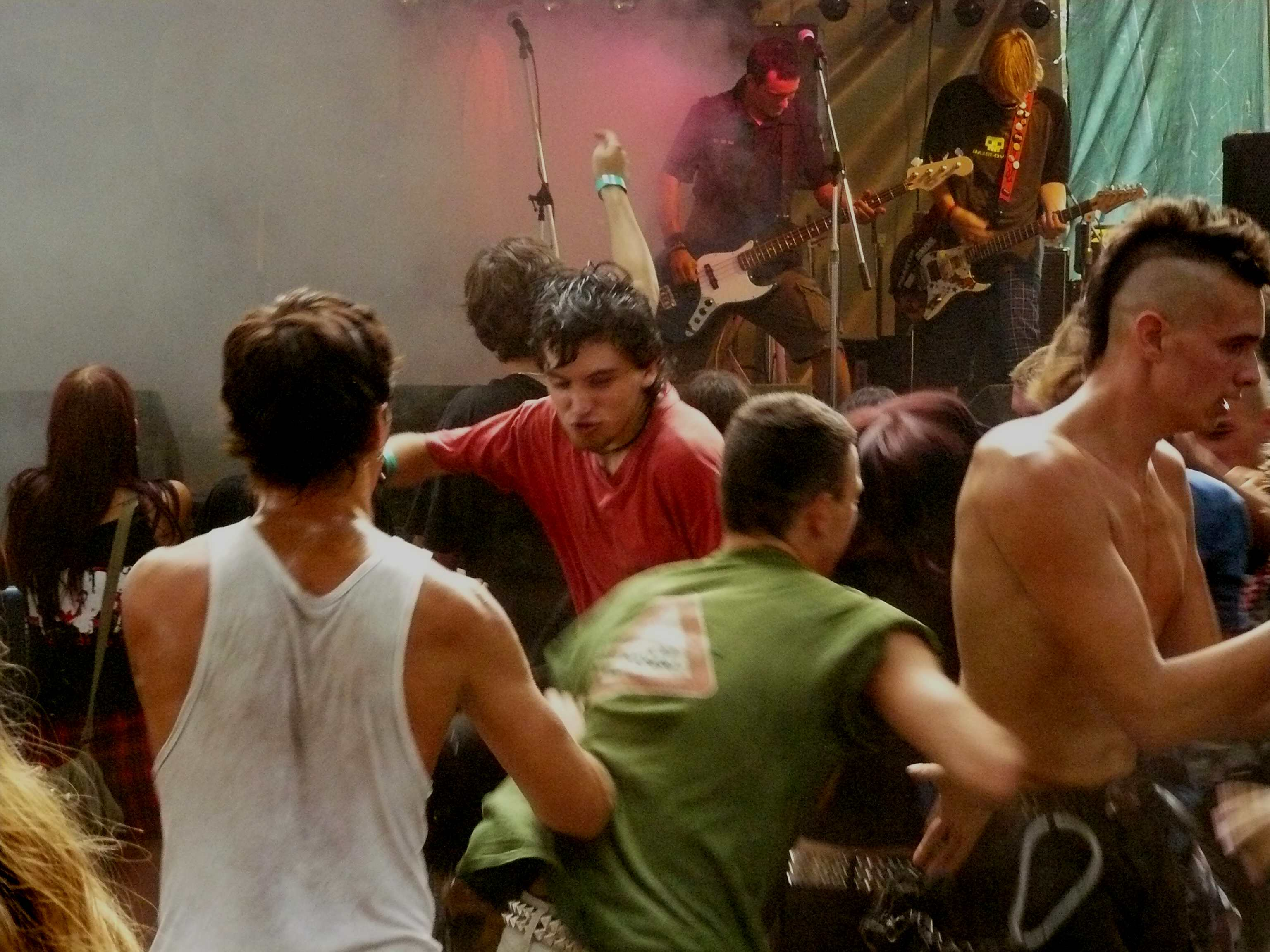
Concert en Txèquia, 2007
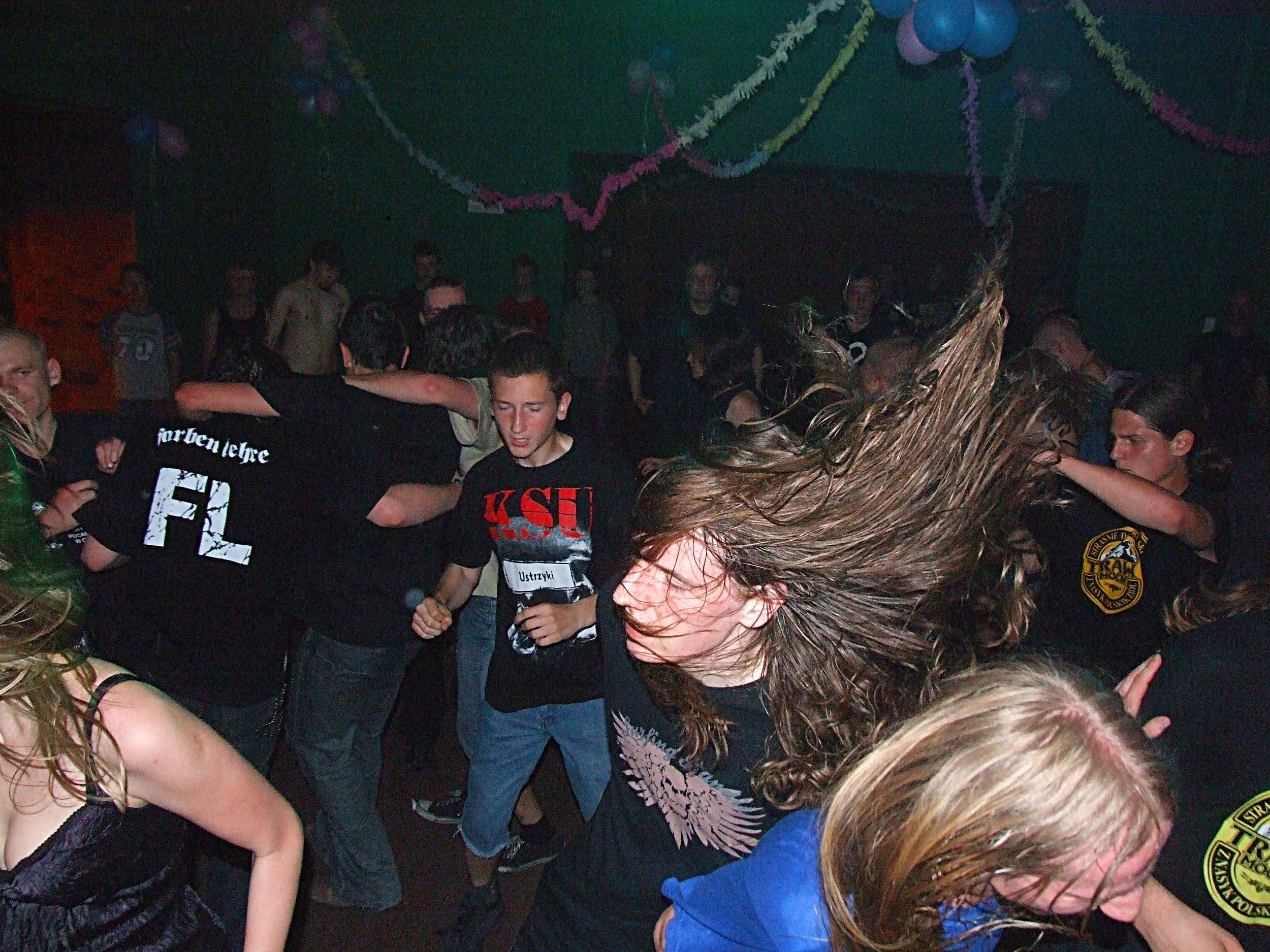
Concert del grup punk polonès The Bill, 2017
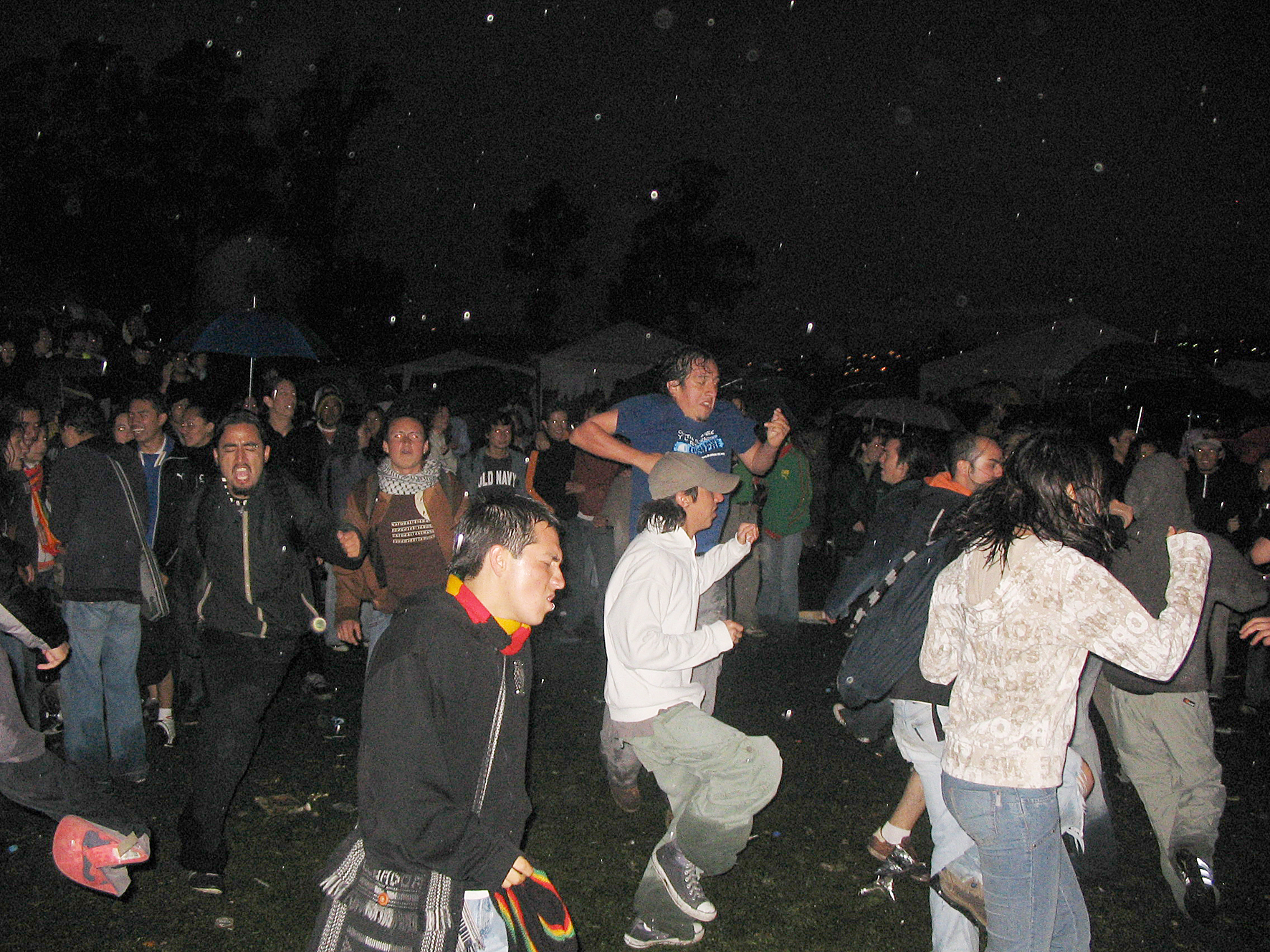
Festival de Quito, 2006
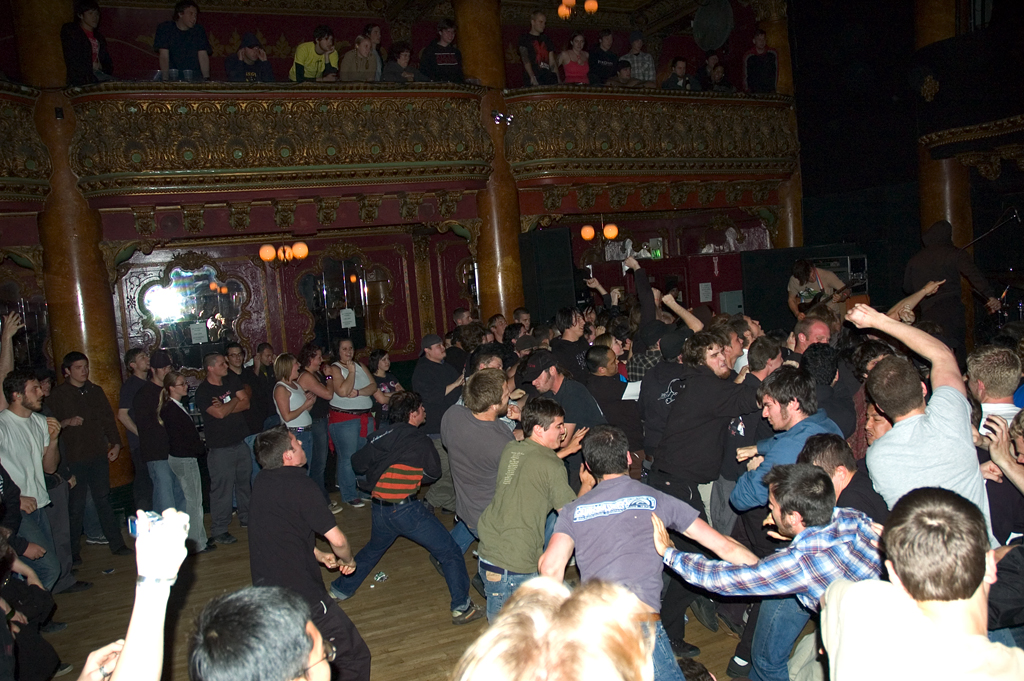
Modalitat mosh en concert estatunidenc
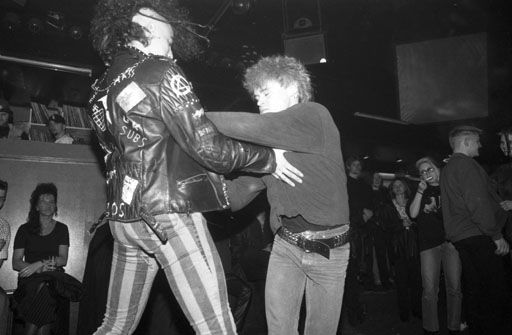
Punks ballant en 1979
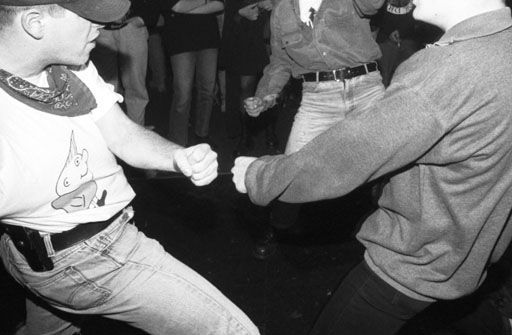
Modalitat de Rockabilly
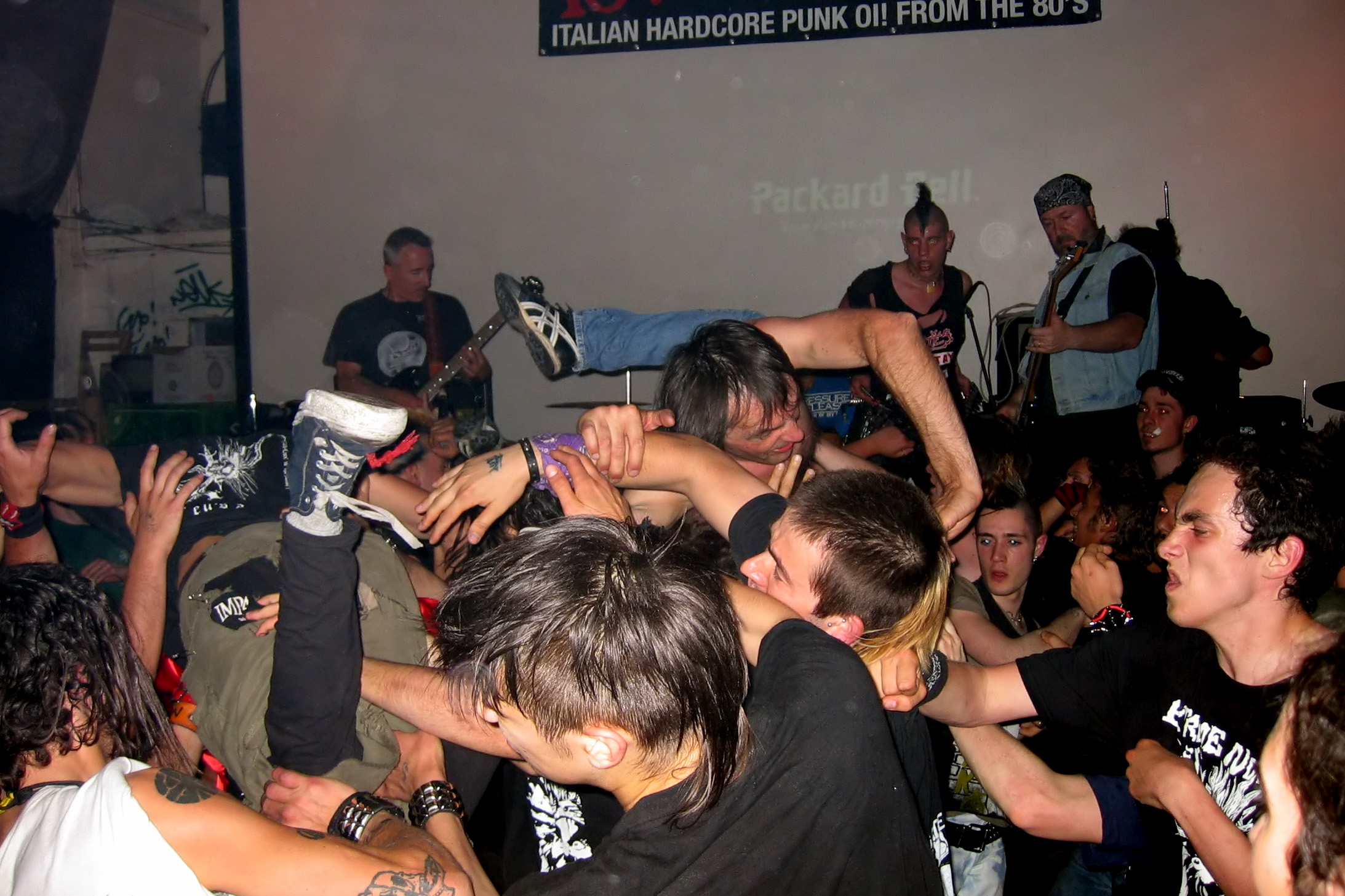
Moshing o llançament des de l'escenari a sobre dels ballarins

## Història
En The Filth and the Fury, el cantant de Sex Pistols Sid Vicious reclamava la invenció del pogo al voltant de 1976 als espectacles punk dels primers temps de l'escena rock-punk de Londres. Vicious presumptament inventà el ball com a manera de fer broma a les persones que venien per veure les actuacions de Sex Pistols, però no eren part del moviment punk. Si en Sid de fet inventà el ball o no, el pogo de pressa esdevengué íntimament associat amb el punk rock. Shane MacGowan, ell mateix un seguidor primerenc de l'escena punk, també atribueix la dansa pogo dansa a Vicious, explicant que un ponxo de pell que portava a les actuacions el protegia de la forma de ballar dels altres que saltant amunt i avall. En la seva autobiografia, Clothes, Clothes, Clothes. Music, Music, Music. Boys, Boys, Boys., Viv Albertine de The Slits explica que el Pogo era inspirat en la manera en què Vicious saltava amunt i avall mentre tocava el saxofon.